# جيمس هيوز (عالم اجتماع)
جيمس هيوز (بالإنجليزية: James Hughes)‏ هو عالم اجتماع أمريكي، ولد في 27 مايو 1961 في كولومبوس في الولايات المتحدة.